# Hemicyclopora labrata
Hemicyclopora labrata är en mossdjursart som beskrevs av Hayward 1994. Hemicyclopora labrata ingår i släktet Hemicyclopora och familjen Romancheinidae. Inga underarter finns listade i Catalogue of Life.